# Mistrzostwa Świata w Hokeju na Lodzie 2025 (I Dywizja)
Mistrzostwa Świata w Hokeju na Lodzie I Dywizji 2025 rozgrywane były w dniach 27 kwietnia–3 maja (Dywizja I, Grupa A) i 26 kwietnia–2 maja (Dywizja I, Grupa B).
Do mistrzostw I Dywizji przystąpiło 12 zespołów, które podzielone były na dwie grupy po sześć zespołów. Dywizja I, Grupa A swoje mecze rozgrywała w Sfântu Gheorghe w Rumunii, natomiast Dywizja I Grupa B w Tallinnie w Estonii. Reprezentacje rywalizowały systemem każdy z każdym.
Hale, w których rozgrywane były zawody:
- Sepsi Arena w Sfântu Gheorghe – Dywizja IA,
- Tondiraba Ice Hall w Tallinnie – Dywizja IB.

## Grupa A
Do mistrzostw świata elity w 2026 z Dywizji IA awansowały pierwsze dwie reprezentacje. Ostatni zespół został zdegradowany.
Wyniki
| 27 kwietnia 2025 | Japonia | 1:4 | Włochy | Sepsi Arena, Sfântu Gheorghe |

| Szczegóły      | Szczegóły | Szczegóły | Szczegóły | Szczegóły |
| -------------- | --------- | --------- | --------- | --------- |
| Godzina: 11:30 |           |           |           |           |

| 27 kwietnia 2025 | Ukraina | 3:4 (d) | Wielka Brytania | Sepsi Arena, Sfântu Gheorghe |

| Szczegóły      | Szczegóły | Szczegóły | Szczegóły | Szczegóły |
| -------------- | --------- | --------- | --------- | --------- |
| Godzina: 15:00 |           |           |           |           |

| 27 kwietnia 2025 | Rumunia | 1:4 | Polska | Sepsi Arena, Sfântu Gheorghe |

| Szczegóły      | Szczegóły | Szczegóły | Szczegóły | Szczegóły |
| -------------- | --------- | --------- | --------- | --------- |
| Godzina: 18:30 |           |           |           |           |

| 28 kwietnia 2025 | Włochy | 2:3 (k) | Ukraina | Sepsi Arena, Sfântu Gheorghe |

| Szczegóły      | Szczegóły | Szczegóły | Szczegóły | Szczegóły |
| -------------- | --------- | --------- | --------- | --------- |
| Godzina: 11:30 |           |           |           |           |

| 28 kwietnia 2025 | Polska | 2:1 | Japonia | Sepsi Arena, Sfântu Gheorghe |

| Szczegóły      | Szczegóły | Szczegóły | Szczegóły | Szczegóły |
| -------------- | --------- | --------- | --------- | --------- |
| Godzina: 15:00 |           |           |           |           |

| 28 kwietnia 2025 | Wielka Brytania | 2:1 (d) | Rumunia | Sepsi Arena, Sfântu Gheorghe |

| Szczegóły      | Szczegóły | Szczegóły | Szczegóły | Szczegóły |
| -------------- | --------- | --------- | --------- | --------- |
| Godzina: 18:30 |           |           |           |           |

| 30 kwietnia 2025 | Wielka Brytania | 5:4 (d) | Japonia | Sepsi Arena, Sfântu Gheorghe |

| Szczegóły      | Szczegóły | Szczegóły | Szczegóły | Szczegóły |
| -------------- | --------- | --------- | --------- | --------- |
| Godzina: 11:30 |           |           |           |           |

| 30 kwietnia 2025 | Polska | 1:4 | Włochy | Sepsi Arena, Sfântu Gheorghe |

| Szczegóły      | Szczegóły | Szczegóły | Szczegóły | Szczegóły |
| -------------- | --------- | --------- | --------- | --------- |
| Godzina: 15:00 |           |           |           |           |

| 30 kwietnia 2025 | Ukraina | 4:0 | Rumunia | Sepsi Arena, Sfântu Gheorghe |

| Szczegóły      | Szczegóły | Szczegóły | Szczegóły | Szczegóły |
| -------------- | --------- | --------- | --------- | --------- |
| Godzina: 18:30 |           |           |           |           |

| 1 maja 2025 | Włochy | 1:5 | Wielka Brytania | Sepsi Arena, Sfântu Gheorghe |

| Szczegóły      | Szczegóły | Szczegóły | Szczegóły | Szczegóły |
| -------------- | --------- | --------- | --------- | --------- |
| Godzina: 11:30 |           |           |           |           |

| 1 maja 2025 | Polska | 1:4 | Ukraina | Sepsi Arena, Sfântu Gheorghe |

| Szczegóły      | Szczegóły | Szczegóły | Szczegóły | Szczegóły |
| -------------- | --------- | --------- | --------- | --------- |
| Godzina: 15:00 |           |           |           |           |

| 1 maja 2025 | Rumunia | 3:5 | Japonia | Sepsi Arena, Sfântu Gheorghe |

| Szczegóły      | Szczegóły | Szczegóły | Szczegóły | Szczegóły |
| -------------- | --------- | --------- | --------- | --------- |
| Godzina: 18:30 |           |           |           |           |

| 3 maja 2025 | Japonia | 3:2 | Ukraina | Sepsi Arena, Sfântu Gheorghe |

| Szczegóły      | Szczegóły | Szczegóły | Szczegóły | Szczegóły |
| -------------- | --------- | --------- | --------- | --------- |
| Godzina: 11:30 |           |           |           |           |

| 3 maja 2025 | Włochy | 7:1 | Rumunia | Sepsi Arena, Sfântu Gheorghe |

| Szczegóły      | Szczegóły | Szczegóły | Szczegóły | Szczegóły |
| -------------- | --------- | --------- | --------- | --------- |
| Godzina: 15:00 |           |           |           |           |

| 3 maja 2025 | Wielka Brytania | 3:0 | Polska | Sepsi Arena, Sfântu Gheorghe |

| Szczegóły      | Szczegóły | Szczegóły | Szczegóły | Szczegóły |
| -------------- | --------- | --------- | --------- | --------- |
| Godzina: 18:30 |           |           |           |           |

Tabela
| Lp. | Zespół          | M | Pkt | Z | Zd | Pd | P | G+ | G- | +/− |
| --- | --------------- | - | --- | - | -- | -- | - | -- | -- | --- |
| 1   | Wielka Brytania | 5 | 12  | 2 | 3  | 0  | 0 | 19 | 9  | +10 |
| 2   | Włochy          | 5 | 10  | 3 | 0  | 1  | 1 | 18 | 11 | +7  |
| 3   | Ukraina         | 5 | 9   | 2 | 1  | 1  | 1 | 16 | 10 | +6  |
| 4   | Japonia         | 5 | 7   | 2 | 0  | 1  | 2 | 14 | 16 | -2  |
| 5   | Polska          | 5 | 6   | 2 | 0  | 0  | 3 | 8  | 13 | -5  |
| 6   | Rumunia         | 5 | 1   | 0 | 0  | 1  | 4 | 6  | 22 | -16 |

     = awans do elity

     = utrzymanie w Dywizji I, Grupie A

     = spadek do Dywizji I, Grupy B
Statystyki indywidualne
- Klasyfikacja strzelców:  Wiktor Zacharow: 6 goli[1]
- Klasyfikacja asystentów:  Andrij Denyskin: 7 asyst[2]
- Klasyfikacja kanadyjska:  Andrij Denyskin: 9 punktów[3]
- Klasyfikacja +/−:  Andrij Denyskin, Wiktor Zacharow (ex aequo): +7[4]
- Klasyfikacja skuteczności interwencji bramkarzy:  Bohdan Djaczenko: 96,51%[5]
- Klasyfikacja średniej goli straconych na mecz bramkarzy:  Bohdan Djaczenko: 0,97

Nagrody indywidualne
Dyrektoriat turnieju wybrał trójkę najlepszych zawodników, po jednym na każdej pozycji:
- Bramkarz:  Bohdan Djaczenko
- Obrońca:  Luca Zanatta
- Napastnik:  Liam Kirk

## Grupa B
Do mistrzostw świata dywizji IA w 2026 awansował zwycięzca turnieju. Ostatni zespół został zdegradowany do mistrzostw świata dywizji IIA w 2026.
Wyniki
| 26 kwietnia 2025 | Chiny | 0:1 | Litwa | Tondiraba Ice Hall, Tallinn |

| Szczegóły      | Szczegóły | Szczegóły | Szczegóły | Szczegóły |
| -------------- | --------- | --------- | --------- | --------- |
| Godzina: 11:30 |           |           |           |           |

| 26 kwietnia 2025 | Hiszpania | 1:6 | Estonia | Tondiraba Ice Hall, Tallinn |

| Szczegóły      | Szczegóły | Szczegóły | Szczegóły | Szczegóły |
| -------------- | --------- | --------- | --------- | --------- |
| Godzina: 15:00 |           |           |           |           |

| 26 kwietnia 2025 | Chorwacja | 2:5 | Korea Południowa | Tondiraba Ice Hall, Tallinn |

| Szczegóły      | Szczegóły | Szczegóły | Szczegóły | Szczegóły |
| -------------- | --------- | --------- | --------- | --------- |
| Godzina: 18:30 |           |           |           |           |

| 27 kwietnia 2025 | Litwa | 5:0 | Hiszpania | Tondiraba Ice Hall, Tallinn |

| Szczegóły      | Szczegóły | Szczegóły | Szczegóły | Szczegóły |
| -------------- | --------- | --------- | --------- | --------- |
| Godzina: 11:30 |           |           |           |           |

| 27 kwietnia 2025 | Estonia | 6:2 | Chorwacja | Tondiraba Ice Hall, Tallinn |

| Szczegóły      | Szczegóły | Szczegóły | Szczegóły | Szczegóły |
| -------------- | --------- | --------- | --------- | --------- |
| Godzina: 15:00 |           |           |           |           |

| 27 kwietnia 2025 | Korea Południowa | 2:1 | Chiny | Tondiraba Ice Hall, Tallinn |

| Szczegóły      | Szczegóły | Szczegóły | Szczegóły | Szczegóły |
| -------------- | --------- | --------- | --------- | --------- |
| Godzina: 18:30 |           |           |           |           |

| 29 kwietnia 2025 | Korea Południowa | 9:3 | Hiszpania | Tondiraba Ice Hall, Tallinn |

| Szczegóły      | Szczegóły | Szczegóły | Szczegóły | Szczegóły |
| -------------- | --------- | --------- | --------- | --------- |
| Godzina: 11:30 |           |           |           |           |

| 29 kwietnia 2025 | Chorwacja | 3:4 | Chiny | Tondiraba Ice Hall, Tallinn |

| Szczegóły      | Szczegóły | Szczegóły | Szczegóły | Szczegóły |
| -------------- | --------- | --------- | --------- | --------- |
| Godzina: 15:00 |           |           |           |           |

| 29 kwietnia 2025 | Litwa | 2:1 | Estonia | Tondiraba Ice Hall, Tallinn |

| Szczegóły      | Szczegóły | Szczegóły | Szczegóły | Szczegóły |
| -------------- | --------- | --------- | --------- | --------- |
| Godzina: 18:30 |           |           |           |           |

| 1 maja 2025 | Litwa | 2:1 (d) | Chorwacja | Tondiraba Ice Hall, Tallinn |

| Szczegóły      | Szczegóły | Szczegóły | Szczegóły | Szczegóły |
| -------------- | --------- | --------- | --------- | --------- |
| Godzina: 11:30 |           |           |           |           |

| 1 maja 2025 | Estonia | 1:4 | Korea Południowa | Tondiraba Ice Hall, Tallinn |

| Szczegóły      | Szczegóły | Szczegóły | Szczegóły | Szczegóły |
| -------------- | --------- | --------- | --------- | --------- |
| Godzina: 15:00 |           |           |           |           |

| 1 maja 2025 | Chiny | 4:3 (k) | Hiszpania | Tondiraba Ice Hall, Tallinn |

| Szczegóły      | Szczegóły | Szczegóły | Szczegóły | Szczegóły |
| -------------- | --------- | --------- | --------- | --------- |
| Godzina: 18:30 |           |           |           |           |

| 2 maja 2025 | Korea Południowa | 1:4 | Litwa | Tondiraba Ice Hall, Tallinn |

| Szczegóły      | Szczegóły | Szczegóły | Szczegóły | Szczegóły |
| -------------- | --------- | --------- | --------- | --------- |
| Godzina: 11:30 |           |           |           |           |

| 2 maja 2025 | Hiszpania | 2:1 (d) | Chorwacja | Tondiraba Ice Hall, Tallinn |

| Szczegóły      | Szczegóły | Szczegóły | Szczegóły | Szczegóły |
| -------------- | --------- | --------- | --------- | --------- |
| Godzina: 15:00 |           |           |           |           |

| 2 maja 2025 | Estonia | 5:0 | Chiny | Tondiraba Ice Hall, Tallinn |

| Szczegóły      | Szczegóły | Szczegóły | Szczegóły | Szczegóły |
| -------------- | --------- | --------- | --------- | --------- |
| Godzina: 18:30 |           |           |           |           |

Tabela
| Lp. | Zespół           | M | Pkt | Z | Zd | Pd | P | G+ | G- | +/− |
| --- | ---------------- | - | --- | - | -- | -- | - | -- | -- | --- |
| 1   | Litwa            | 5 | 14  | 4 | 1  | 0  | 0 | 14 | 3  | +11 |
| 2   | Korea Południowa | 5 | 12  | 4 | 0  | 0  | 1 | 21 | 11 | +10 |
| 3   | Estonia          | 5 | 9   | 3 | 0  | 0  | 2 | 19 | 9  | +10 |
| 4   | Chiny            | 5 | 5   | 1 | 1  | 0  | 3 | 9  | 14 | -5  |
| 5   | Hiszpania        | 5 | 3   | 0 | 1  | 1  | 3 | 9  | 25 | -16 |
| 6   | Chorwacja        | 5 | 2   | 0 | 0  | 2  | 3 | 9  | 19 | -10 |

     = awans do Dywizji I, Grupy A

     = utrzymanie w Dywizji I, Grupie B

     = spadek do Dywizji II, Grupy A